# Laurel Park (North Carolina)
Laurel Park is een plaats (town) in de Amerikaanse staat North Carolina, en valt bestuurlijk gezien onder Henderson County.

## Demografie
Bij de volkstelling in 2000 werd het aantal inwoners vastgesteld op 1835.
In 2006 is het aantal inwoners door het United States Census Bureau geschat op 2110, een stijging van 275 (15,0%).

## Geografie
Volgens het United States Census Bureau beslaat de plaats een oppervlakte van
7,0 km², geheel bestaande uit land.

## Plaatsen in de nabije omgeving
De onderstaande figuur toont nabijgelegen plaatsen in een straal van 8 km rond Laurel Park.